# NGC 1494
NGC 1494 è una galassia a spirale intermedia situata nella costellazione dell'Orologio, a una distanza di circa 52 milioni di anni luce dalla nostra Via Lattea.

## Scoperta
La galassia è stata scoperta il 28 dicembre 1834 dall'astronomo britannico John Herschel.

## Descrizione
NGC 1494 ha una classe di luminosità IV e presenta una larga riga a 21 cm dell'idrogeno neutro.

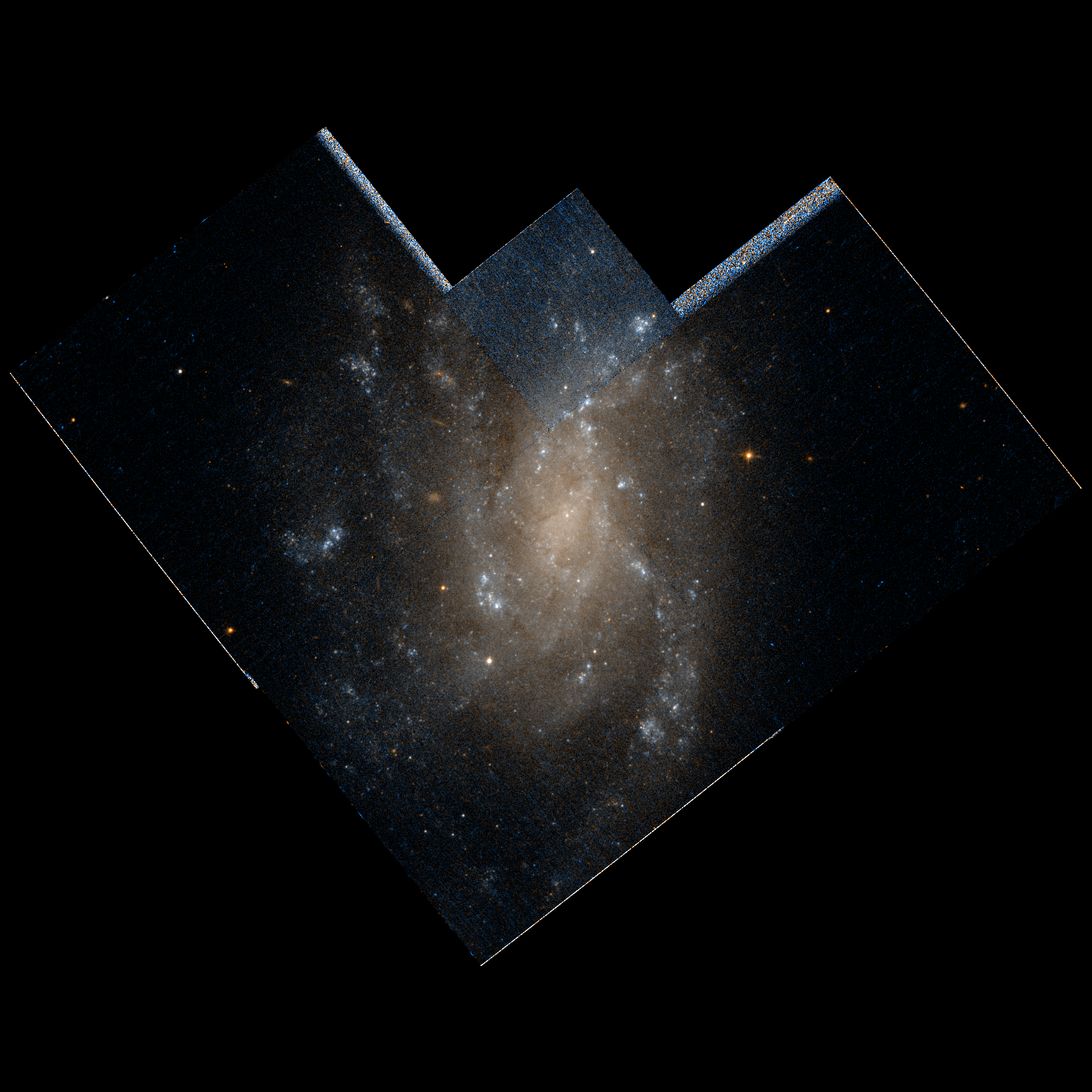
NGC 1494 ripresa dal Telescopio spaziale Hubble.

## Gruppo di NGC 1433 e di NGC 1493
Secondo Richard Powell del sito « Un Atlas de l'Univers », NGC 1494 fa parte del Gruppo di NGC 1433 che comprende 10 galassie. Le altre galassie di questo gruppo sono NGC 1411, NGC 1448, NGC 1493, NGC 1494, NGC 1495, NGC 1527, IC 1970, IC 2000 e ESO 249-36 (PGC 14225). Il gruppo fa parte dell'Ammasso della Fornace.
Invece secondo l'articolo di A.M. Garcia del 1993, NGC 1494 fa parte del Gruppo di NGC 1493 che comprende sei galassie. Oltre a NGC 1493, le altre cinque galassie del gruppo sono IC 2000, NGC 1483, NGC 1494, PGC 13979 e PGC 14125.
Le galassie IC 2000 e NGC 1494 sono incluse anche nel Gruppo di NGC 1433 di Powell.
La distanza media delle galassie del Gruppo di NGC 1433 di Powell è di 15,5 Mpc, quella del Gruppo di NGC 1448 è di 15,1 Mpc e quella del Gruppo di NGC 1493 di 14,8 Mpc. Le galassie NGC 1433, NGC 1495, NGC 1527 e PGC 14225 del Gruppo di NGC 1433 (Powell) non figurano né nel Gruppo di NGC 1448 né in quello di NGC 1493. Se si raggruppassero in un sol gruppo tutte le galassie citate da Powell e Garcia, si otterrebbe un gruppo costituito da 15 membri con una distanza media di 14,1 ± 1,7 Mpc.